# Alaska
Alaska er USA's største delstat, har 733.391(2020) indbyggere og dækker et areal, der er mere end dobbelt så stort som Texas, USA's næststørste delstat. Alaska ligger i det nordvestlige Nordamerika og har grænse til Canada (Yukon og British Columbia), men ikke til nogen af USA's andre delstater. Mod nord ligger Arktiske Hav, mod vest Beringstrædet og mod syd Stillehavet.
USA købte Alaska fra Det Russiske Kejserrige 9. april 1867, og området blev optaget som USA's delstat nummer 49 den 3. januar 1959. Det højeste bjerg i Alaska og hele Nordamerika er Denali.

## Historie
Uddybende artikel: Alaskas historie
Alaska blev først befolket af mennesker, som kom over landbroen over Beringstrædet. Senest har Alaska været befolket af en række forskellige grupper: inupiaqerne, inuiterne, aleuterne og en stor gruppe forskellige indianere. Forfædrene til mange af de befolkningsgrupper, som fandtes i Amerika før Christoffer Columbus' ankomst, havde taget vejen over Beringsstrædet for at fortsætte gennem Alaska sydover til de nordamerikanske og sydamerikanske kontinenter.
Den første nedskrevne beretning tyder på, at de første europæere, som nåede Alaska, kom fra Rusland. Vitus Bering sejlede mod øst og øjnede bjerget Mount Saint Elias i Alaska. Alaska blev en russisk koloni i 1744, men først i 1784 blev den første bebyggelse anlagt på øen Kodiak Island. Pelsjægere fra det russisk-amerikanske kompagni jagede oddere. Kolonien blev aldrig særlig lønsom, mest på grund af høje transportomkostninger.
USA indgik den 30. marts 1867 traktat med Det Russiske Kejserrige om køb af Alaska. Traktaten blev ratificeret af senatet den 9. april 1867. Prisen var 7,2 millioner USD. Den 18. oktober samme år overtog USA kontrollen over Alaska, der først fik navnet Alaska-departementet, mens det 1884-1912 blev kaldt for Alaska-distriktet. I 1912 blev Alaska et amerikansk territorium.
Den 7. juli 1958 underskrev Præsident Eisenhower den såkaldte Alaska Statehood Act, som førte til, at Alaska den 3. januar 1959 blev den 49. delstat i USA.

## Geografi
Uddybende artikel: Alaskas geografi
Alaska er sammen med Hawaii de eneste to af USA's delstater, der ikke grænser op til andre delstater. Omkring 800 kilometer canadisk territorium skiller Alaska fra delstaten Washington, og Alaska er derfor en eksklave. Det er også den eneste delstat i USA, hvis hovedstad kun kan nås med skib eller fly, eftersom ingen veje fører til Alaskas hovedstad Juneau.
Alaska har et areal på 1.481,347 kvadratkilometer, hvilket gør den til USA's største delstat. Alaska har også den længste kystlinje af alle stater: Næsten 55.000 kilometer.

### Regioner
Uddybende artikel: Byer i Alaska
Delstaten er opdelt i følgende regioner:
- Southcentral Alaska er delstatens sydlige kystregion, hvor de fleste indbyggere bor. Anchorage, delstatens største by, ligger her, og byerne Palmer og Wasilla. Regionens økonomi bygger fortrinsvis på råolie, transport, turisme og to militærbaser.
- Alaska Panhandle ligger i sydøst og her ligger hovedstaden Juneau, mange mindre byer, tidevandsbræer og store skove. Turisme, fiskeri og skovsbrug er regionens førende erhverv.
- I Alaska Interior, det indre Alaska, ligger Fairbanks. Gennem regionen flyder mange store floder, såsom Yukon-floden og Kuskokwim-floden, og her er meget tundra.
- Alaskan Bush er delstatens mest afsidesliggende del, og den har 380 småbyer såsom Nome, Bethel, Kotzebue og Utqiagvik (tidligere Barrow), som også er USA's nordligste by.
- Southwest Alaska eller det sydvestlige Alaska er en tyndt beboet region, der strækker sig 800 km ind i landet fra Beringshavet. Størstedelen af befolkningen bor langs kysten. Kodiak Island ligger også i det sydvestlige Alaska. Det enorme Yukon-Kuskokwim-delta, et af de største floddeltaer i verden, ligger her. Dele af Alaskahalvøen betragtes som en del af Southwest, mens de resterende dele er inkluderet sammen med Aleuterne.

Med sine mange øer har Alaska en næsten 54.700 kilometer lang kystlinje. Kæden af øer, som leder vestover fra Alaskahalvøens sydlige odde hedder Aleuterne. I dette område er der mange aktive vulkaner, eksempelvis Mount Shiskaldin, som er 3.042 meter høj. Vulkankæden strækker sig til Mount Spurr, som ligger vest for Anchorage på fastlandet.
Nordamerikas største tidevandsforskelle indtræffer syd for Anchorage, og ofte er forskellene mellem ebbe og flod her mere end 10,7 meter.
Alaska har 3,5 millioner søer, som er større end 8 hektar. Moser og vådområder dækker 487.747 kvadratkilometer, først og fremmest i det nordlige, vestlige og sydvestlige Alaska. Gletsjere dækker 41.440 kvadratkilometer af staten. Bering-gletsjeren tæt ved den sydvestlige grænse mod Yukon i Canada har et areal på 5.827 kvadratkilometer. Store områder er permafrost.
Aleuterne krydser den 180. længdegrad, hvilket også gør Alaska til USA's østligste stat, selv om datolinjen går i en bue rundt om øerne for at holde hele staten inden for samme dato.
- Alaskas geografi
- Mount Saint Elias.
- Mount McKinley.
- Portage Glacier.
- Zane Hills.
- Hubbard-gletsjeren med Disenchantment Bay i forgrunden. I baggrunden ses Mount Vancouver.

## Økonomi
I perioden 1896-1896 var der guldfeber i Klondike i Canada kort fra Alaskas grænse omkring floden Yukon. Dette medførte på kort tid en tilstrømning af cirka 30.000 personer der rejste gennem Alaska.
I 1968 fandt man enorme forekomster af olie og naturgas ved Prudhoe Bay ved den arktiske kyst. For at kunne udnytte forekomsterne effektivt blev der til en pris af 8 milliarder USD bygget en cirka 1.300 kilometer lang rørledning, "Trans Alaska Pipeline", tværs over Alaska til havnebyen Valdez. I forbindelse med transport af olie fra Valdez til Californien lækkede olietankeren Exxon Valdez i 1989 anslået 42 millioner liter råolie. Olieudslippet anses som et af de største olieudslip i USA's historie, og en af de største økologiske katastrofer.
Andre vigtige industrier i staten er fiskeri, skovbrug, skind og turisme.